# العلاقات النيجرية الكوبية
العلاقات النيجرية الكوبية هي العلاقات الثنائية التي تجمع بين النيجر وكوبا.

## مقارنة بين البلدين
هذه مقارنة عامة ومرجعية للدولتين:
| وجه المقارنة                                              | النيجر          | كوبا                              |
| --------------------------------------------------------- | --------------- | --------------------------------- |
| المساحة (كم2)                                             | 1.27 مليون      | 109.88 ألف                        |
| عدد السكان (نسمة)                                         | 21.48 مليون     | 11.48 مليون                       |
| الكثافة السكانية (ن./كم²)                                 | 16.91           | 104.48                            |
| العاصمة                                                   | نيامي           | هافانا                            |
| اللغة الرسمية                                             | لغة فرنسية      | اللغة الإسبانية                   |
| العملة                                                    | فرنك غرب أفريقي | بيزو كوبي، بيزو كوبي قابل للتحويل |
| الناتج المحلي الإجمالي (بليون دولار)                      | 8.12 مليار      | 87.13 مليار                       |
| الناتج المحلي الإجمالي (تعادل القوة الشرائية) بليون دولار | 19.01 مليار     |                                   |
| الناتج المحلي الإجمالي الاسمي للفرد دولار أمريكي          | 358             |                                   |
| الناتج المحلي الإجمالي للفرد دولار أمريكي                 | 938             |                                   |
| مؤشر التنمية البشرية                                      | 0.348           | 0.769                             |
| رمز المكالمات الدولي                                      | +227            | +53                               |
| رمز الإنترنت                                              | .ne             | .cu                               |
| المنطقة الزمنية                                           | ت ع م+01:00     | 00                                |

## منظمات دولية مشتركة
يشترك البلدان في عضوية مجموعة من المنظمات الدولية، منها:
| علم المنظمة | اسم المنظمة                                 | تاريخ انضمام النيجر | تاريخ انضمام كوبا |
| ----------- | ------------------------------------------- | ------------------- | ----------------- |
|             | يونسكو                                      | 10 نوفمبر 1960      | 29 أغسطس 1947     |
|             | منظمة حظر الأسلحة الكيميائية                | ?                   | ?                 |
|             | منظمة التجارة العالمية                      | ?                   | ?                 |
|             | الاتحاد البريدي العالمي                     | ?                   | ?                 |
|             | منظمة الشرطة الجنائية الدولية               | ?                   | ?                 |
|             | الأمم المتحدة                               | 20 سبتمبر 1960      | 24 أكتوبر 1945    |
|             | الاتحاد الدولي للاتصالات                    | 14 نوفمبر 1960      | 16 يناير 1918     |
|             | مجموعة دول أفريقيا والكاريبي والمحيط الهادئ | ?                   | ?                 |

## وصلات خارجية
- موقع وزارة الخارجية الكوبية